# CV-164
La CV-164 o carretera San Pablo de Albocácer-Albocácer, en valenciano y oficialmente Sant Pau d'Albocàsser-Albocàsser, es una carretera valenciana que comunica la CV-15 a su paso por San Pablo de Albocácer con el mismo pueblo de Albocácer y la CV-129.

## Nomenclatura

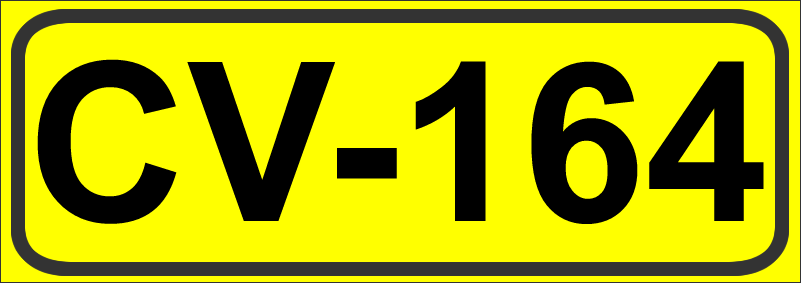
Indicador

La carretera CV-164 pertenece a la red de carreteras locales de la Generalidad Valenciana. Su nombre viene de la CV (que indica que es una carretera autonómica de la Comunidad Valenciana) y el 164, es el número que recibe dicha carretera, según el orden de nomenclaturas de las carreteras locales de la Comunidad Valenciana.

## Trazado actual
Comienza en la CV-15, en una pedanía de Albocácer llamada San Pablo (oficialmente Sant Pau), y, su trazado prácticamente recto, lo comunica con Albocácer (oficialmente Albocàsser) y con la CV-129, con la que enlaza en el centro del pueblo y en la cual pone fin.

## Futuro de la CV-164
No hay proyectos a la vista

## Recorrido
- Datos: Q5737571